# Sourniac
Sourniac – miejscowość i gmina we Francji, w regionie Owernia-Rodan-Alpy, w departamencie Cantal.
Według danych na rok 1990 gminę zamieszkiwały 182 osoby, a gęstość zaludnienia wynosiła 16 osób/km² (wśród 1310 gmin Owernii Sourniac plasuje się na 667. miejscu pod względem liczby ludności, natomiast pod względem powierzchni na miejscu 762.).